# Ганс Петер Крістіан Меллер
Ганс Петер Крістіан Меллер (дан. Hans Peter Christian Møller, 10 листопада 1810, Гельсінгер, Столичний регіон — 8 жовтня 1845, Рим) — данський дослідник молюсків і Королівський інспектор у Північній Гренландії у 1943—1945 роках.

## Біографія

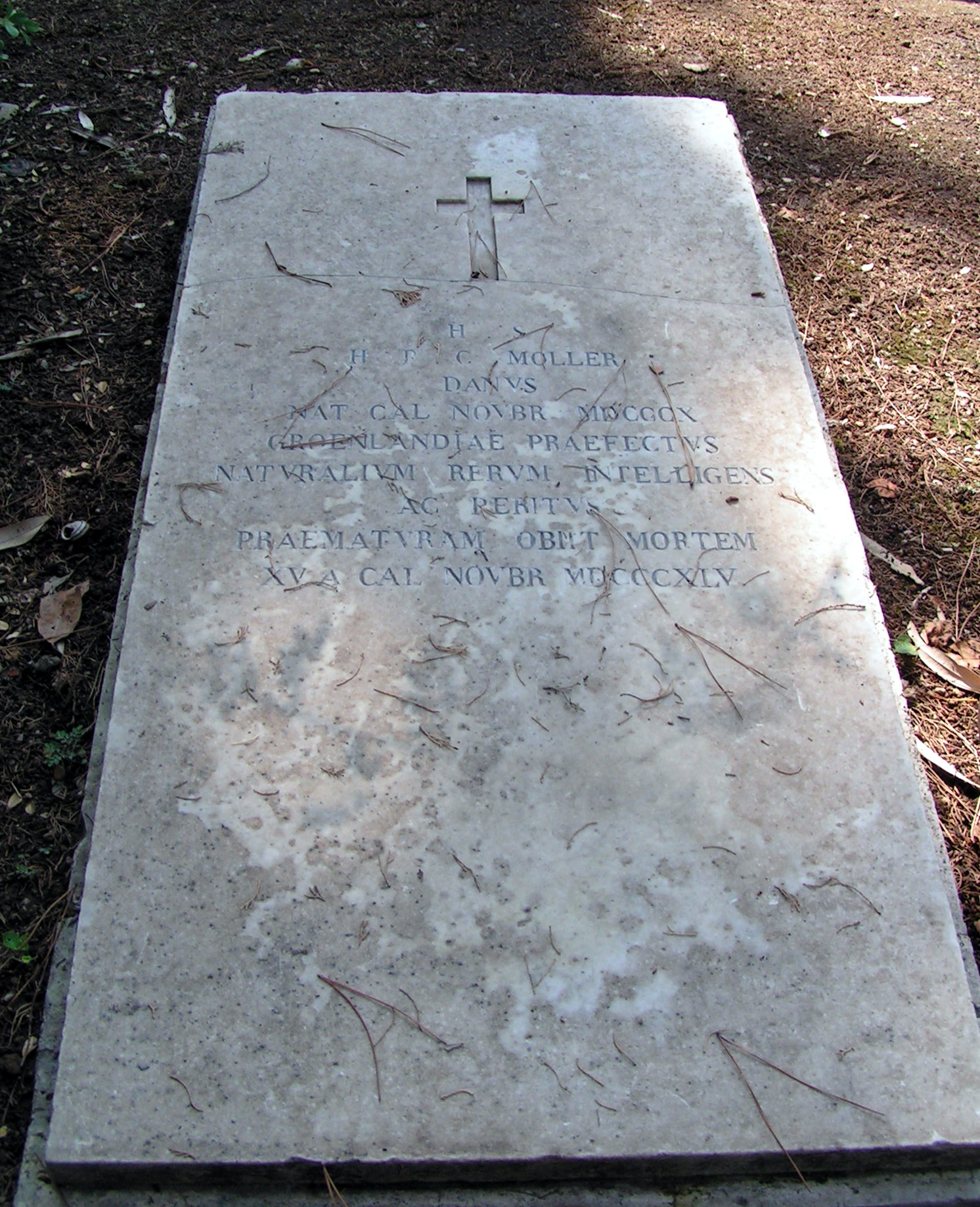
Могила Меллера у Римі на протестантському цвинтарі

Ганс Меллер народився 10 листопада 1810 року у Гельсінгері у сім'ї полкового хірурга Йоагіма Отто Меллера (1781—1873) і домогосподарки Анни Марії Елізабет Рогольдт (1786—1856).
У віці дев'яти років Меллера відправили у латинську гімназію Гельсінгера, а через два роки його перевели у новостворений навчальний заклад Sorø Akademi. Тут Меллер був одним із найменш успішних учнів, поки у 1827 році його батько не втратив терпіння і не перевів Ганса назад у латинську гімназію, де новий директор взяв на себе його навчання та виховання. Однак, перебування в Sorø Akademi частково вплинуло на особистість Меллера завдяки чудовим вчителям, як-от вчитель природознавства Йоганнес Крістіан Люткен та вчитель малювання Йоганнес Георг Сміт Гардер.
Після закінчення гімназії у 1830 році Меллер вступив до Копенгагенського університету на богословську спеціальність, де навчався під керівництвом богослова Крістіана Верлюна. Паралельно богослов'ю Меллер займався природничими науками та підготував рукопис книги «Danmarks Mollusker» («Молюски Данії»). Написана ним книга була повністю закінчена й проілюстрована його кольоровими малюнками, але так ніколи і не опублікувалася.
Меллер служив у Королівському лейбкорпусі з 1830 до 1837 рік у студентській роті, яку залишив у званні лейтенанта після закінчення університету у 1837 році. Здобувши в університеті ступінь магістра богослов'я, Меллер все ж таки не надихнувся на заняття теологією, а присвятив весь свій час малакології. Друзі та колеги надихають його вирушити у самостійну експедицію до Південної Гренландії у 1838 році, де він досліджував акваторії навколо Готгоба та Суккертоппена, а також Фіскенесета, Фредеріксгоба та Юліанегоба. У 1839 році він мав повернутися до Копенгагена на китобійному судні «Hvalfisken», але через велику кригу кораблю довелося перезимувати в Юліанегобі. Тільки навесні 1840 року Меллер на човні повернувся назад у Годтгоб, звідки він зробив невелику експедицію до Амералік-фіорду, яку фінансувало Королівське скандинавське товариство стародавностей. У цій експедиції він, серед іншого, проводив ботанічні та геологічні дослідження, зокрема виконував спеціальне завдання на прохання геолога Крістіана Пінгеля. Додому у Данію Меллер потрапив лише у вересні 1840 року.
Після повернення додому, Меллер зайнявся роботою над книгою «Index Molluscorum Groenlandiae» («Огляд молюсків Гренландії»), яка була опублікована у 1842 році та представлена науковому товариству на зборах скандинавських натуралістів у Стокгольмі, яким Меллер прочитав лекцію про гренландські молюски.
5 квітня 1843 року Меллера призначили Королівським інспектором Північної Гренландії та наприкінці весни він прибув до своєї резиденції у Годхавні (сучасний Кекертарсуак). Восени він вирушив у свій перший інспекційний рейс, а 18 жовтня, під час шторму, судно з Меллером та його командою перевернулося та затонуло біля острова Диско, приблизно за 20 км на північний захід від Годхавна. Всі на борту змогли доплисти до берега та врятуватися, після чого Меллер, здійснивши надзвичайно небезпечний і важкий піший похід, зміг дістатися Годхавна за допомогою, чим врятував свою команду від вірної смерті від голоду та холоду. Троща корабля та похід зруйнували і без того слабке здоров'я Меллера, він захворів і всю зиму пролежав у ліжку, після чого наступного року навесні він взяв відпустку та поїхав лікуватися додому у Данію.
Влітку 1845 року Меллер поїхав на південь Європи до Італії, відвідуючи на шляху інших натуралістів для обміну інформацією та колекційними зразками. У Відні він зустрівся зі своїм другом Якобом Ворсае, потім поїхав до Генуї, звідки на пароплаві поплив до Неаполя, де у вересні 1845 року взяв участь у VII Міжнародному науковому конгресі. 10 жовтня він виїхав з Неаполя до Риму, де 18 жовтня 1845 року у віці 34 років помер від хвороби, яка перебігала з гарячкою.
Похований у Римі на протестантському цвинтарі, неподалік піраміди Цестія.

## Праці
- Danmarks Mollusker, 1835, Zoologisk Museums arkiv.
- Index Collectionis Molluscorum Groenlandiorum, C. Holbølli & C. Mølleri, 1839, Zoologisk Museums arkiv.
- Bemærkninger til Slægten Limacina Lmk., 1841, Naturhistorisk Tidsskrift 3 (4-5): 481—490.
- Index Molluscorum Groenlandiæ, 1842, Naturhistorisk Tidsskrift 4(1): 76-97.
- De Grønlandske Molluskers Forekomst sammenlignet med de nord-europæiske Molluskers, 1842, Förhandlingar vid De Skandinaviske Naturforskarnes tredje Möte 699—700.